# Presidente de Kenia
El presidente de la República de Kenia (en suajili, Rais wa Jamuhuri ya Kenya; en inglés, President of the Republic of Kenya) es el jefe de Estado y jefe de Gobierno de Kenia. Además ejercer como comandante en jefe de las Fuerzas de Defensa de Kenia. Según la constitución del país africano, el presidente será el garante de la unidad nacional, deberá respetar, defender y salvaguardar la Constitución; promover el respeto por la diversidad de las personas y comunidades de Kenia, y garantizar la protección de los derechos humanos y las libertades fundamentales y el Estado de derecho.
El actual presidente del país es William Ruto, que ejerce desde el 13 de septiembre de 2022.

## Historia de la presidencia
En 1963, la colonia de Kenia se convirtió en un dominio británico cuya jefa de Estado era la reina Isabel II del Reino Unido representada por un gobernador general. El cargo ejecutivo era ejercido por el primer ministro. Sin embargo un año después, en diciembre, el estado pasó a ser una república presidencialista.
El primer presidente fue Jomo Kenyatta, que ya ejercía como primer ministro durante el dominio. Kenyatta introdujo un régimen de partido único. El presidente practicó una política autoritaria y clientelista para asegurar la unidad nacional. Así Kenyatta convenció al líder Daniel arap Moi de aunar las fuerzas con el fin de completar el proceso de descolonización, y Moi aceptó integrar la KADU en la KANU, el partido de Kenyatta. De esta manera, Kenia se convirtió en la práctica en un régimen de partido único, dominado por la alianza entre los kĩkũyũ y los luo. Kenyatta mostró su agradecimiento a Moi ascendiéndole, primero a ministro del Interior en 1964, y después a vicepresidente, en 1967. Moi accedió a la presidencia tras la muerte del primero el 22 de agosto de 1978.
Aunque en un principio gozó de popularidad, el resentimiento kĩkũyũ contra su ascenso al poder, unido a la recesión económica que sufrió el país, socavaron la popularidad y la legitimidad de su régimen. Tras un intento fallido de golpe de Estado llevado a cabo por un grupo de oficiales de la Fuerza Aérea el 1° de agosto de 1982, Moi modificó la Constitución para establecer de jure un Estado de partido único recurriendo a medidas represivas, incluidas la tortura y el encarcelamiento sin juicio. Esto llevó a que Estados Unidos suspendiera la ayuda humanitaria a Kenia a finales de los años 80. La presión internacional obligó a Moi a reinstaurar un sistema pluripartidista en diciembre de 1991. Moi ganó las elecciones en 1992 y 1997, en campañas electorales muy violentas en las que se produjeron varias muertes. Muchos críticos le acusaron de haber manipulado las tensiones interétnicas para su beneficio personal.
A lo largo de los años, la corrupción del régimen de Moi fue en aumento, y la violencia política perjudicó a la industria turística. Los programas de reforma, impuestos por el Fondo Monetario Internacional y por el Banco Mundial no lograron sacar al país del estancamiento económico. Moi estuvo también implicado en el llamado escándalo de Goldenberg.
La limitación constitucional del número de mandatos impidió a Moi presentarse a la reelección en las elecciones presidenciales de 2002, y Moi apoyó sin éxito a su sucesor Uhuru Kenyatta, el hijo de Jomo Kenyatta. Estas se consideraron las primeras elecciones libres y democráticas en Kenia, con la participación de una amplia coalición de partidos de la oposición se impuso al KANU. El líder de esta coalición, Mwai Kibaki, sucedió a Daniel arap Moi como presidente de Kenia el 29 de diciembre de 2002.
Antes de ganar las elecciones, Kibaki había prometido una constitución que limitaría los poderes presidenciales, y daría más poderes de decisión al cargo de primer ministro. Sin embargo, al llegar al poder, los miembros del partido de Kibaki no quisieron aceptar esta fórmula, establecida en el proyecto de constitución que había redactado una comisión de parlamentarios. A pesar de la oposición del propio Kibaki al texto, en marzo de 2004 una mayoría de los 629 delegados que participaron en la votación votó a favor del proyecto que recortaría los poderes del presidente.
El 21 de julio de 2005, el Parlamento aprobó un nuevo borrador de Carta Magna que, aunque mantenía gran parte del texto de marzo de 2004, corregía la atribución de poderes, limitando la capacidad de decisión del nuevo cargo de primer ministro. Este cambio al texto que había aprobado la comisión constitucional en marzo de 2004 provocó fuertes críticas en Kenia, así como disturbios violentos en Nairobi, la capital del país. Al celebrarse el referéndum sobre la nueva constitución, la victoria del no en el referéndum fue vista como un voto de castigo a Kibaki y la convocatoria de elecciones anticipadas.
En 2013, Uhuru Kenyatta, hijo del primer presidente del país, fue elegido cuarto presidente de Kenia bajo la Alianza Nacional (TNA), que formaba parte de la Alianza Jubileo con el Partido Republicano Unido (URP) de su compañero de fórmula William Ruto. Uhuru y Ruto obtuvieron el 50,07% de los votos emitidos, y sus rivales más cercanos, Raila Odinga y su compañero de fórmula Kalonzo Musyoka de la Coalición para las Reformas y la Democracia, obtuvieron el 42%. Raila Amolo Odinga cuestionó los resultados de las elecciones ante la Corte Suprema, que sin embargo el alto tribunal no consideró que afectara al resultado final. Nuevamente, en las elecciones de 2017, el presidente Uhuru fue reelegido pero posteriormente esto fue impugnado ante los tribunales y anulado. Para la anulación, se requirió una segunda elección en la que Uhuru Kenyatta ganó con el 98% de los votos y una participación electoral del 39%.
El 15 de agosto de 2022, seis días después de las elecciones generales celebradas el 9 de agosto, la Comisión Electoral anunció que Ruto había ganado las elecciones presidenciales, derrotando al candidato Raila Odinga del partido Azimio La Umoja. Ruto obtuvo el 50,49% de los votos válidos emitidos, mientras que Odinga obtuvo el 48,85%.

## Elección

### Elegibilidad
El candidato presidencial, según el artículo 137, una persona califica para la nominación como candidato presidencial debe ser ciudadano por nacimiento; estar calificado para presentarse a las elecciones como miembro del Parlamento, ser nominado por un partido político, o ser candidato independiente; y ser nominado por no menos de dos mil votantes de cada uno de la mayoría de los condados. Una persona no está calificada para la nominación como candidato presidencial si tiene lealtad a un estado extranjero; o es un funcionario público, o esta actuando en cualquier Estado u otro cargo público.
Los casos especiales vienen recogidos en el artículo 140. Si un presidente electo muere después de haber sido declarado electo presidente, pero antes de asumir el cargo, el vicepresidente electo prestará juramento como presidente interino en la fecha en que, de otro modo, el presidente electo habría prestado juramento; y se celebrará una nueva elección para el cargo de Presidente dentro de los sesenta días siguientes a la muerte del Presidente electo.
Si el vicepresidente electo fallece antes de asumir el cargo, el cargo de vicepresidente será declarado vacante al asumir el cargo la persona declarada electa como presidente. Si tanto las personas declaradas electas como presidente como el vicepresidente fallecen antes de asumir el cargo el presidente de la Asamblea Nacional actuará como presidente a partir de la fecha en que el presidente electo habría prestado juramento; y se llevarán a cabo nuevas elecciones presidenciales dentro de los sesenta días siguientes a la segunda muerte.

### Elección presidencial
Según el artículo 136 de la Constitución, el presidente será elegido por votantes registrados en una elección nacional celebrada de conformidad con esta Constitución y cualquier ley del Parlamento que regule las elecciones presidenciales. Se celebrará una elección del presidente. El mismo día de las elecciones generales de miembros del Parlamento, siendo el segundo martes de agosto, cada cinco años; o en las circunstancias previstas en el artículo 146 (fallecimiento, renuncia o cese).
En el artículo 138 se indica que si sólo se nombra un candidato a presidente, ese candidato será declarado electo. Si se nominan dos o más candidatos a presidente, se celebrará una elección en cada circunscripción. Todas las personas registradas como votantes a efectos de las elecciones parlamentarias tienen derecho a votar; la votación se realizará mediante votación secreta en el momento, lugar y forma prescritos por una ley del Parlamento; y después de contar los votos en los colegios electorales, la Comisión Electoral y de Límites Independiente realizará el recuento y verificará el recuento y declarará el resultado.
En el mismo artículo, un candidato será declarado electo presidente si recibe: más de la mitad de todos los votos emitidos en las elecciones; y al menos el veinticinco por ciento de los votos emitidos en cada uno de más de la mitad de los condados. Si no se elige ningún candidato, se celebrará una nueva elección dentro de los treinta días siguientes a la elección anterior y en esa nueva elección los únicos candidatos serán el candidato o los candidatos que hayan obtenido el mayor número de votos; y
el candidato o los candidatos que obtuvieron el segundo mayor número de votos.
Si más de un candidato recibe el mayor número de votos, el candidato que obtenga el mayor número de votos en la nueva elección será declarado elegido presidente. Se cancelará una elección presidencial y se celebrará una nueva elección si:
• Ninguna persona haya sido nominada como candidato antes de la expiración del plazo fijado para la entrega de candidaturas.

• Un candidato a la elección como presidente o vicepresidente fallece en o antes de la fecha prevista para las elecciones.

• Un candidato que hubiera tenido derecho a ser declarado electo Presidente muere antes de ser declarado electo presidente.
Una persona puede presentar una petición ante el Tribunal Supremo para impugnar la elección del Presidente electo dentro de los siete días siguientes a la fecha de la declaración de los resultados de las elecciones presidenciales. Dentro de los catorce días posteriores a la presentación, la Corte Suprema conocerá y determinará la petición y su decisión será definitiva. Si el Tribunal Supremo determina que la elección del presidente electo es inválida, se celebrará una nueva elección dentro de los sesenta días siguientes a la determinación (artículo 140).

### Toma de posesión
La toma de posesión del presidente electo, que  viene recogida en el artículo 141, será pública ante el presidente del Tribunal Supremo o, en ausencia del presidente del Tribunal Supremo, el vicepresidente del Tribunal Supremo. El presidente electo deberá ser investido el primer martes siguiente: el decimocuarto día después de la fecha de la declaración del resultado de las elecciones presidenciales, si no se ha presentado ninguna petición conforme al artículo 140; o el séptimo día siguiente a la fecha en que el tribunal dicte resolución declarando válida la elección, si se ha presentado alguna petición conforme al artículo 140.
El presidente electo asume el cargo prestando y suscribiendo el juramento o afirmación de lealtad, y el juramento o afirmación para el desempeño de las funciones del cargo. El Parlamento establecerá mediante legislación el procedimiento y la ceremonia de toma de posesión de un presidente electo.

## Mandato
El presidente ejercerá su cargo por un período que comenzará en la fecha en que prestó juramento y finalizará cuando preste juramento la persona que será elegida a continuación como presidente (artículo 136). Este mismo artículo determina que un presidente no podrá ocupar el cargo de Presidente por más de dos mandatos.
En cuanto a los casos especiales: incapacidad y cese. En el artículo 144 se indica que un miembro de la Asamblea Nacional, apoyado por al menos una cuarta parte de todos los miembros, puede presentar una moción para que se investigue la capacidad física o mental del presidente para desempeñar las funciones del cargo. Si esta moción es apoyada por la mayoría de los miembros de la Asamblea Nacional, el presidente seguirá ejerciendo hasta la constitución de un tribunal médico.
El informe del tribunal será definitivo y no estará sujeto a apelación. Entonces, si el tribunal indica que esta capacitado seguirá en su cargo, de lo contrario, el dictamen será sometido a votación por la cámara baja, que de ser afirmativo obligará al presidente a cesar de su cargo.
En el caso del cese, el artículo 145 determina que un miembro de la Asamblea Nacional, apoyado por al menos un tercio de todos los miembros, puede presentar una moción para la destitución del presidente por motivo de violación grave de una disposición de esta Constitución o de cualquier otra ley, cuando existan motivos fundados para creer que el presidente ha cometido un delito conforme al derecho nacional o internacional o por falta grave. Si una moción es apoyada por al menos dos tercios de todos los miembros de la Asamblea Nacional, el presidente continuará desempeñando las funciones del cargo en espera del resultado de los procedimientos requeridos por este artículo. 
El Senado convocará una reunión para escuchar los cargos contra el presidente y nombrará una comisión especial. El presidente tendrá derecho a comparecer y ser representado ante el comité especial durante sus investigaciones. Si el comité especial informa que los detalles de cualquier acusación no se han fundamentado, no se emprenderán nuevos procedimientos, pero si es aceptado, entonces la cámara alta votará sobre los cargos de acusación. Si al menos dos tercios de todos los miembros del Senado votan a favor de cualquier cargo de acusación, el presidente cesará en su cargo.
Si sucediera alguno de estos casos, así como en caso de fallecimiento o dimisión, el cargo de presidente quedará vacante (artículo 146). En estos casos el vicepresidente asumirá el cargo de presidente por el resto del mandato del presidente, no obstante, si el vicepresidente no pudiera o el cargo estuviera vacante sería entonces el presidente de la Asamblea Nacional quien actuará como presidente interino y se llevará a cabo elecciones presidenciales dentro de los sesenta días siguientes.

## Privilegios, inmunidad e incompatibilidades
La remuneración y los beneficios que se paguen al presidente y al vicepresidente se cargarán al Fondo Consolidado. La remuneración, los beneficios y los privilegios del presidente y del vicepresidente no se modificarán en su contra mientras estén en funciones. Los beneficios de jubilación que se paguen a un expresidente y a un exvicepresidente, las facilidades a su disposición y los privilegios de que gocen no se modificarán en su contra durante su vida (artículo 151).
Según lo dispuesto en el artículo 143 no se iniciarán ni continuarán procesos penales en ningún tribunal contra el presidente o una persona que desempeñe las funciones de ese cargo, durante el ejercicio de su cargo. Así mismo, no se iniciarán procedimientos civiles en ningún tribunal contra el presidente o la persona que desempeñe las funciones de ese cargo durante su mandato con respecto a cualquier cosa hecha o no hecha en el ejercicio de sus poderes bajo esta Constitución. Cuando la ley establezca una disposición que límite el plazo dentro del cual se pueden iniciar procedimientos contra una persona, no se considerará un período de tiempo durante el cual la persona ocupa o desempeña las funciones del cargo de presidente, tenido en cuenta para el cómputo del plazo prescrito por dicha ley.
Según este mismo artículo, la inmunidad del presidente en virtud de este artículo no se extenderá a un delito por el cual el presidente pueda ser procesado en virtud de cualquier tratado en el que Kenia sea parte y que prohíba dicha inmunidad.

## Funciones constitucionales
a) Relación con el parlamento.
La constitución del país determina que el presidente deberá abordar la apertura de cada Parlamento recién elegido; dirigirse a una sesión especial del Parlamento una vez al año y podrá dirigirse al Parlamento en cualquier otro momento; y una vez al año-
informar, en un discurso a la nación, sobre todas las medidas adoptadas y los avances alcanzados en la realización de los valores nacionales (artículo 132). Así mismo, deberá presentar un informe para debate a la Asamblea Nacional sobre los avances realizados en el cumplimiento de las obligaciones internacionales de la República.
b) Nombramientos.
El presidente nominará y, con la aprobación de la Asamblea Nacional, podrá destituir a los secretarios de Gabinete, al procurador general, al secretario de Gabinete, secretarios titulares altos comisionados, embajadores y representantes diplomáticos y consulares; y de conformidad con esta Constitución, cualquier otro funcionario público.
c) Relación con el Gabinete.
El presidente deberá presidir las reuniones del Gabinete; dirigir y coordinar las funciones de los ministerios y departamentos gubernamentales.
d) Política exterior.
El presidente nombrará a los representantes diplomáticos de Kenia y recibirá representantes diplomáticos y consulares extranjeros. Así mismo el presidente velará por el cumplimiento de las obligaciones internacionales de la República mediante la actuación de los Secretarios de Gabinete correspondientes.
e) Honores y derecho de gracia.
Podrá conferir honores en nombre del pueblo y de la República. Según el artículo 133 a petición de cualquier persona, el presidente puede ejercer un poder de gracia de acuerdo con el asesoramiento del Comité Asesor. Por ello podrá conceder un perdón gratuito o condicional a una persona condenada por un delito; posponer la ejecución de una pena, ya sea por un período determinado o indefinido; sustituirlo por una forma de castigo menos severa; o condonar total o parcialmente la pena.
f) Seguridad.
Ejercerá como comandante en jefe de las Fuerzas Armadas, dirigir el Consejo de Seguridad Nacional (artículo 131). Según el artículo 58, declarar el estado de emergencia; y con la aprobación del Parlamento, declarar la guerra.

## Gabinete
El Gabinete del gobierno de Kenia está formado por el presidente, el vicepresidente y los secretarios del Gabinete. Estos serán nombrados por el presidente, con la aprobación de la Asamblea Nacional, y también podrá destituirlos En el artículo 153 se indica 
que las decisiones del Gabinete se hará por escrito. Los secretarios de Gabinete son responsables individual y colectivamente ante el presidente por el ejercicio de sus poderes y el desempeño de sus funciones.

## Lista de presidentes (desde 1964)
| #   | Nombre                        | Nombre                      | Nombre                                                     | Inicio                   | Final                      | Partido        | Elecciones                   | Vicepresidente          | Vicepresidente               |
| --- | ----------------------------- | --------------------------- | ---------------------------------------------------------- | ------------------------ | -------------------------- | -------------- | ---------------------------- | ----------------------- | ---------------------------- |
| 1.º |                               |                             | Jomo Kenyatta (1897-1978) Presidente de la República       | 12 de diciembre de 1964  | 22 de agosto de 1978       | KANU           | [ 6 ]                        |                         | Oginga Odinga (1964-1966)    |
| 1.º | Joseph Murumbi (1966)         |                             | Jomo Kenyatta (1897-1978) Presidente de la República       | 12 de diciembre de 1964  | 22 de agosto de 1978       | KANU           | [ 6 ]                        |                         |                              |
| 1.º | Daniel arap Moi (1966-1978)   |                             | Jomo Kenyatta (1897-1978) Presidente de la República       | 12 de diciembre de 1964  | 22 de agosto de 1978       | KANU           | [ 6 ]                        |                         |                              |
| 1.º | 1969                          |                             | Jomo Kenyatta (1897-1978) Presidente de la República       | 12 de diciembre de 1964  | 22 de agosto de 1978       | KANU           |                              |                         |                              |
| 1.º | 1974                          |                             | Jomo Kenyatta (1897-1978) Presidente de la República       | 12 de diciembre de 1964  | 22 de agosto de 1978       | KANU           |                              |                         |                              |
| -   |                               |                             | Daniel arap Moi (1924-2020) Presidente de la República     | 22 de agosto de 1978     | 8 de noviembre de 1978     | KANU           | [ 8 ]                        |                         | Vacante (1978)               |
| 2.º |                               | 8 de noviembre de 1978      | Daniel arap Moi (1924-2020) Presidente de la República     | 29 de diciembre de 2002  | 1978                       | KANU           |                              | Mwai Kibaki (1978-1988) |                              |
| 2.º | 1979                          | 8 de noviembre de 1978      | Daniel arap Moi (1924-2020) Presidente de la República     | 29 de diciembre de 2002  |                            | KANU           |                              | Mwai Kibaki (1978-1988) |                              |
| 2.º | 1983                          | 8 de noviembre de 1978      | Daniel arap Moi (1924-2020) Presidente de la República     | 29 de diciembre de 2002  |                            | KANU           |                              | Mwai Kibaki (1978-1988) |                              |
| 2.º | 1988                          | 8 de noviembre de 1978      | Daniel arap Moi (1924-2020) Presidente de la República     | 29 de diciembre de 2002  |                            | KANU           | Josephat Karanja (1988-1989) |                         |                              |
| 2.º | 1988                          | 8 de noviembre de 1978      | Daniel arap Moi (1924-2020) Presidente de la República     | 29 de diciembre de 2002  | George Saitoti (1989-2002) | KANU           |                              |                         |                              |
| 2.º | 1992                          | 8 de noviembre de 1978      | Daniel arap Moi (1924-2020) Presidente de la República     | 29 de diciembre de 2002  |                            | KANU           |                              |                         |                              |
| 2.º | 1997                          | 8 de noviembre de 1978      | Daniel arap Moi (1924-2020) Presidente de la República     | 29 de diciembre de 2002  |                            | KANU           |                              |                         |                              |
| 3.º |                               |                             | Mwai Kibaki (1931-2022) Presidente de la República         | 29 de diciembre de 2002  | 9 de abril de 2013         | NARC (h. 2007) | 2002                         |                         | Musalia Mudavadi (2002-2003) |
| 3.º | Michael Kijana Wamalwa (2003) |                             | Mwai Kibaki (1931-2022) Presidente de la República         | 29 de diciembre de 2002  | 9 de abril de 2013         | NARC (h. 2007) | 2002                         |                         |                              |
| 3.º | 2007                          |                             | Mwai Kibaki (1931-2022) Presidente de la República         | 29 de diciembre de 2002  | 9 de abril de 2013         | NARC (h. 2007) | Moody Awori (2003-2008)      |                         |                              |
| 3.º | 2007                          | PNU                         | Mwai Kibaki (1931-2022) Presidente de la República         | 29 de diciembre de 2002  | 9 de abril de 2013         |                | Moody Awori (2003-2008)      |                         |                              |
| 3.º | 2007                          | Kalonzo Musyoka (2008-2013) | Mwai Kibaki (1931-2022) Presidente de la República         | 29 de diciembre de 2002  | 9 de abril de 2013         |                |                              |                         |                              |
| 4.º |                               |                             | Uhuru Kenyatta (n. 1961) Presidente de la República        | 9 de abril de 2013       | 6 de octubre de 2014       | TNA (h. 2016)  | 2013                         |                         | William Ruto (2013-2022)     |
| -   |                               |                             | William Ruto (n. 1966) Presidente interino de la República | 6 de octubre de 2014     | 9 de octubre de 2014       | URP            | [ 10 ]                       | Vacante                 | Vacante                      |
| 4.º |                               |                             | Uhuru Kenyatta (n. 1961) Presidente de la República        | 9 de octubre de 2014     | 13 de septiembre de 2022   | TNA (h. 2016)  | 2013                         |                         | William Ruto (2013-2022)     |
| 4.º | Júbilo                        | 2017                        | Uhuru Kenyatta (n. 1961) Presidente de la República        | 9 de octubre de 2014     | 13 de septiembre de 2022   |                |                              |                         | William Ruto (2013-2022)     |
| 5.º |                               |                             | William Ruto (n. 1966) Presidente de la República          | 13 de septiembre de 2022 | en el cargo                | UDA            | 2022                         |                         | Rigathi Gachagua (2022- )    |